# Sturpen
Der Sturpen ist ein vom Pitztal gesehen auffallender Gipfel des Geigenkamms. Seine Nordflanke wird von regelmäßig wirkenden Plattenfluchten gebildet, die diesem Berg seinen unverwechselbaren Anblick verleihen. Der Berg hat eine Höhe von 2.718 m und liegt oberhalb von Trenkwald im Pitztal. Er bildet die Verlängerung des Südwestgrats des Hundstalkogels. Der Gipfel trägt ein Gipfelkreuz, das jedoch mehrfach von Blitzschlägen oder Witterungseinflüssen beschädigt wurde und erneuert werden musste.

## Routen

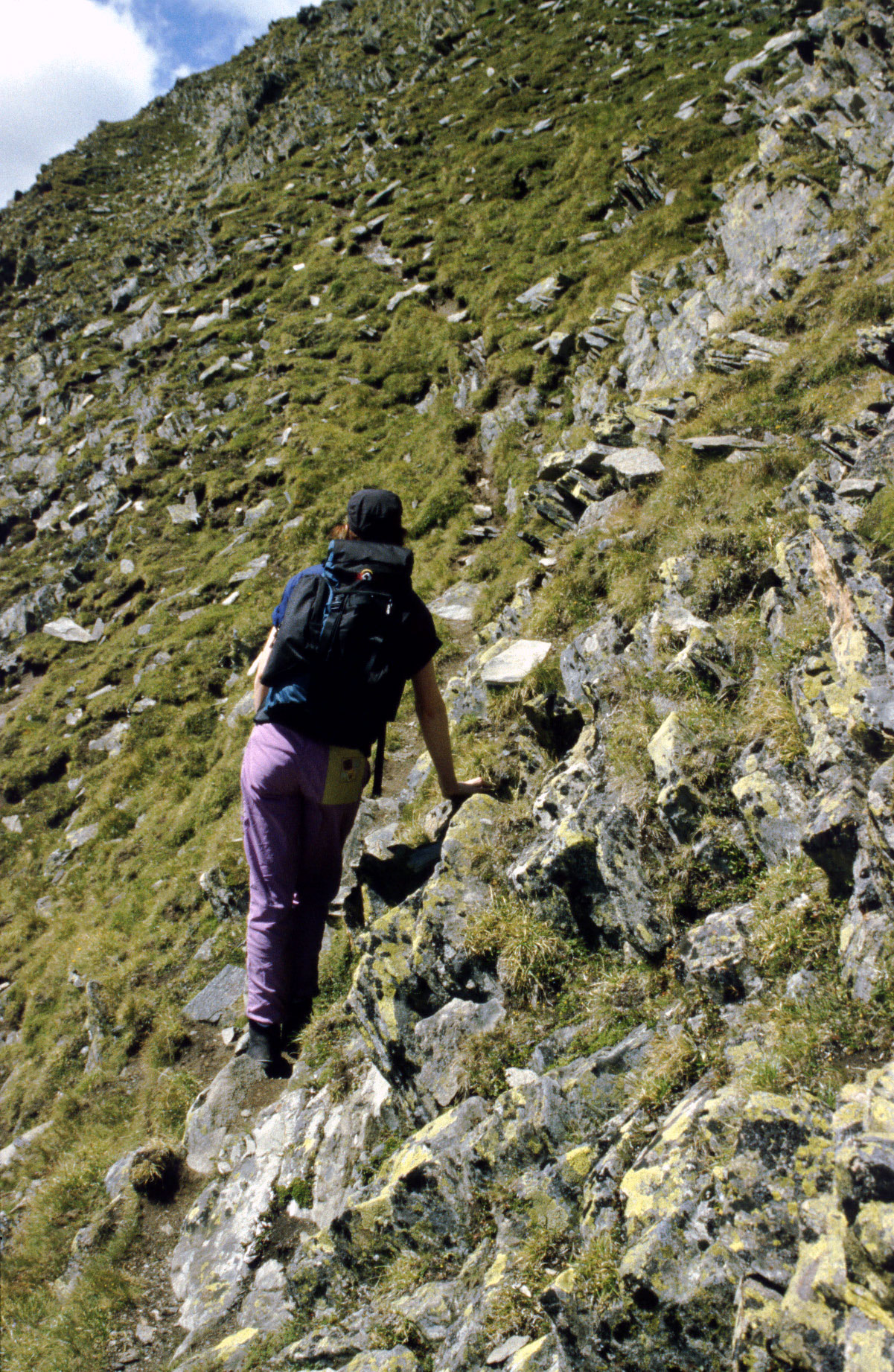
Die letzten Meter am Ostgrat zum Gipfel

Der Berg ist ungeachtet der schwierig aussehenden Plattenfluchten und der steilen Südwestwand relativ leicht von Trenkwald aus zu erreichen (alpine Erfahrung erforderlich). Der Anstieg vom Moalandlsee jedoch ist schwieriger.
- Normalweg: Von Trenkwald aus auf die Hundsbachalm. Von dort nordwärts weglos über steile Schrofen in die Einsattelung östlich des Gipfels. Von dort leicht südlich unterhalb des Grates auf das überraschend ausgedehnte Gipfelplateau.
- Vom Moalandlsee (dorthin in gut drei Stunden von Piösmes im Pitztal) aus hinab in das Kar unterhalb des Sturpen. Hinauf auf die Scharte und auf den Gipfel.